# HD 176795
HD 176795，又名BD+75 683，SAO 9286、HR 7199，是一颗恒星，视星等为6.22，位于銀經107.07，銀緯26.1，其B1900.0坐标为赤經18h 56m 55.3s，赤緯+75° 26.1′ 14″。